# Matteo Mauri

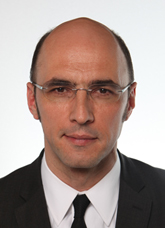
Matteo Mauri - foto de 2013.

Matteo Mauri (nascido em 24 de maio de 1970 em Milão) é um político italiano. Ele é o vice-ministro do Interior no segundo governo de Conte. Ele foi nomeado Vice-Ministro em 13 de setembro de 2019.